# 箕面市立萱野東小学校
箕面市立萱野東小学校（みのおしりつ かやのひがし しょうがっこう）は、大阪府箕面市にある公立小学校。
1973年に箕面市立萱野小学校より分離し、箕面市で9番目の小学校として現在地に開校した。

## 沿革
- 1973年4月1日 - 箕面市立萱野東小学校として、箕面市石丸170番地（現在地）に開校。2-5年生を箕面市立萱野小学校より移籍。
- 1973年6月8日 - 校舎竣工記念式典および開校式を実施、校章を制定。この日を創立記念日と定める。
- 1976年11月17日 - 歯科保健教育優良校として表彰を受ける。
- 1981年8月31日 - 学童保育を校内に併設。
- 1983年1月22日 - 大阪府学校給食優良校の表彰を受ける。
- 1986年4月1日 - 大阪府教育委員会より、社会科の研究校に指定される（1987年度までの2年間）。
- 1993年 - 大阪府教育委員会より、養護教育・交流教育の研究校に指定される（1994年度までの2年間）。
- 1996年 - 箕面市口腔衛生推進校に指定される。
- 2000年1月 - 大阪府教育委員会から、体力づくり優良校として表彰を受ける。
- 2024年 - 北大阪急行電鉄延伸により児童数増加が見込まれる事から、鉄骨3階建ての校舎を新たに建設[1]。

## 通学区域
- 箕面市 西宿、今宮、船場東、白島、石丸、外院。

卒業生は基本的に箕面市立第四中学校に進学する。

## 交通
- 阪急バス 「今宮」より北へ徒歩5分。
- 阪急バス「青松園前」より南へ徒歩5分。
- 北大阪急行電鉄 箕面萱野駅 北東へ約1km。
- 阪急千里線 北千里駅 北へ約2.7km。
- 大阪モノレール彩都線 豊川駅 西へ約3.3km。